# Maja Klajda
Maja Klajda (ur. 7 kwietnia 2003 w Łęcznej) – Miss Polonia 2024 i II wicemiss World 2025.

## Życiorys
Klajda pochodzi z Łęcznej. Studiuje psychologię na Uniwersytecie Warszawskim.
3 marca 2024 została wybrana Miss Polonia Województwa Lubelskiego 2024, a 28 czerwca tego samego roku zwyciężyła w wyborach Miss Polonia 2024. 20 sierpnia 2024 dostała nagrodę „Optymista roku”.
31 maja 2025 reprezentowała Polskę na finale Miss World 2025 w Hajdarabadzie, zdobywając tytuł II wicemiss i Miss World Europe 2025. To najlepszy rezultat polskiej reprezentantki po zwycięstwach Anety Kręglickiej i Karoliny Bielawskiej.
22 czerwca 2025 przekazała koronę Miss Polonia 2025 Mai Todd.